# Santo Tomas (Pangasinan)
Pour les articles homonymes, voir Santo Tomas.
Santo Tomas est une municipalité de la province de Pangasinan, aux Philippines.